# Tarimas (Emiliano Zapata)
Tarimas (Emiliano Zapata) es un ejido del municipio de Balancán ubicado en la subregión de los Ríos del estado mexicano de Tabasco.

## Geografía
La localidad se ubica a 30.6 kilómetros (en dirección sudeste) de la localidad de Balancán de Domínguez, la cabecera y lugar más poblado del municipio. Se sitúa en las coordenadas geográficas 17°59′03″N 91°18′59″O / 17.984167, -91.316389, a una elevación de 45 metros sobre el nivel del mar.

## Demografía
Según el Conteo de Población y Vivienda 2020, efectuado por el Instituto Nacional de Estadística y Geografía, la localidad de Tarimas (Emiliano Zapata) tiene 381 habitantes, de los cuales 180 son del sexo masculino y 201 del sexo femenino. Su tasa de fecundidad es de 2.88 hijos por mujer y tiene 122 viviendas particulares habitadas.
| Gráfica de evolución demográfica de Tarimas (Emiliano Zapata) entre 1970 y 2020 |
|                                                                                 |
| INEGI.                                                                          |